# Breitenwaida
Breitenwaida ist ein Dorf in Niederösterreich, eine Katastralgemeinde sowie Ortsteil der Stadt Hollabrunn im gleichnamigen Bezirk Hollabrunn.

## Geographie
Die Katastralgemeinde Breitenwaida liegt etwa vier Kilometer südlich von Hollabrunn und 41 Kilometer entfernt von Wien. Durch den Ort fließt der Göllersbach, ein linker Zufluss der Donau. Nachbarorte sind Dietersdorf im Norden, Kleedorf im Südwesten und Großstelzendorf in der Marktgemeinde Göllersdorf im Südosten.
|          | Raschala, Dietersdorf                       | Großstelzendorf |
| Puch     | Kompassrose, die auf Nachbargemeinden zeigt | Furth           |
| Kleedorf | Wischathal, Stranzendorf                    |                 |

## Ortszeichen
Das Ortszeichen enthält die für die Ortschaft charakteristischen Symbole und wurde im Jahr 2020 verliehen.
Blasonierung: Bindenschild, Rot und Grün geteilt durch einen schräglinken blauen Wellenbalken für den Göllersbach, oben eine goldene Weide auf grünem, aus dem Wellenbalken wachsenden Dreiberg für den Pankratzberg, unten ein aus dem Wellenbalken wachsendes goldenes Mühlrad mit schwarzer Nabe.

## Geschichte
Erstmals erwähnt wurde Breitenwaida im Jahr 1164, als ein Tiemo de Preitenwidae als Zeuge einer Schenkung genannt wird. Bis zum 19. Jahrhundert gehörte der Ort zur Herrschaft Sonnberg auf Schloss Sonnberg.
1320 wurde die Pläßmühle das erste Mal urkundlich erwähnt. Um 1550 erfolgte der Abbruch der vermutlich lutherischen Kirche auf dem Pankratzberg und Errichtung der Pfarrkirche auf der kleinen Zeil. Im Jahr 1642 musste die Kirchenmühle am Göllersbach aufgrund der regelmäßigen Überschwemmungen aufgelassen werden. 1784 erfolgte die Neuerrichtung der Volksschule in der Pfarrgasse.

### 19. Jahrhundert
Im Jahr 1823 wurde die neuerrichtete Pfarrkirche Breitenwaida geweiht. Im Jahr 1837 wurde der Ortsfriedhof auf den heutigen Platz verlegt.
Im Jahr 1850 erfolgte die Gründung der Gemeinde Breitenwaida als selbstständige Ortsgemeinde.
Im Jahr 1866 brach im Ort die Cholera aus und das Gemeindehaus wurde als Choleraspital umfunktioniert.
Im Jahr 1871 wird der im Gemeindegebiet liegende Streckenabschnitt der Nordwestbahn nach einem Jahr Bauzeit in Betrieb genommen. Im Jahr 1876 erfolgte der Bau eines Milchhauses. Im Jahr 1882 erfolgte nach massivem Druck der Schulbehörde der Zubau eines zweiten Klassenraums und eines Lehrmittelzimmers durch den örtlichen Baumeister Ignaz Brosch und an der Nordwestbahn wird eine Haltestelle Breitenwaida errichtet. Ab dem Jahr 1890 bis 1930 erfolgte die Errichtung der zahlreichen „Brosch-Häuser“ in der Broschgasse.

### 20. Jahrhundert
Im Jahr 1900 erfolgt die Gründung der Freiwilligen Feuerwehr Breitenwaida, die im Jahr 1901 ein Zeughaus errichtet. Im Jahr 1904 konstituiert sich das landwirtschaftliche Kasino, die Ortschaft bekommt eine Postablage und die Haltestelle an der [Nordwestbahn (Österreich)|Nordwestbahn] wird erweitert. Im Jahr 1905 errichtet Ignaz Brosch einen Ziegelofen. Im Jahr 1910 erfolgt eine Regulierung des Göllersbach und die Milchgenossenschaft errichtet einen Eisteich. Im Jahr 1919 wird eine Brückenwaage errichtet. Im Jahr 1920 wurde ein Verein für Hauskrankenpflege gegründet. Im Jahr 1921 wurde eine Posthilfsstelle eingerichtet und im Jahr 1926 wurde die örtliche Raiffeisenkasse gegründet.
Im August 1932 wurde der Ort von einem der schwersten Hochwasser des Göllersbaches überschwemmt. Im Jahr 1933 erfolgt die Verlegung einer Telefonleitung in die Ortschaft. Im Jahr 1936 wurde der Weinbauverein Breitenwaida und der Fußballclub Breitenwaida gegründet. 1938 und 1939 erfolgten erneut Überschwemmungen durch den Göllersbach, 1938 ereignete sich auch ein Erdbeben und die Maul- und Klauenseuche und eine Diphtherie-Epidemie traten auf. Laut Adressbuch von Österreich waren im Jahr 1938 in der Ortsgemeinde Breitenwaida zwei Bäcker, ein Binder, eine Butter- und Eierhandlung, ein Drechsler, zwei Fleischer, ein Friseur, zwei Gastwirte, fünf Gemischtwarenhändler, zwei Landesproduktehändler, eine Schreibwarenhandlung, ein Pflasterer, ein Sattler, ein Schlosser, zwei Schmiede, zwei Schneider und zwei Schneiderinnen, vier Schuster, zwei Tischler, ein Viehhändler, drei Viktualienhändler, ein Wagner und eine Ziegelei ansässig.
Im Gemeindegebiet wurde 1938 in der Ried Hasenwaldl ein Lager des Reichsarbeitsdienstes für Männer errichtet, für die Lagerleitung erfolgte der Bau von Baracken in der Broschgasse. Ab September 1939 wurde das Lager jedoch von Mädchen bewohnt, die zu Hilfsdiensten in der Landwirtschaft eingeteilt waren. 1939 wurden alle Vereine mit Ausnahme der Freiwilligen Feuerwehr aufgelöst und in nationalsozialistische Zwangsorganisationen eingegliedert. Im Jahr 1943 erfolgte die Eröffnung des Postamtes Breitenwaida in der Pfarrgasse.
Im März 1944 kam es erneut zu einer Überschwemmung des Ortsgebietes durch den Göllersbach. Ab Mitte Dezember 1944 bis 1945 wurde die Schule geschlossen, da das Gebäude als Hauptverbandsplatz genutzt wurde. Mitte April 1945 kam es zu Dach- und Fensterschäden durch Bombenabwürfe, durch die abziehenden Truppen der Wehrmacht wurden die beiden Brücken über den Göllersbach gesprengt.
Am 28. April 1945 kam es zur Konstituierung des provisorischen Gemeinderates. Im selben Jahr wurde das landwirtschaftliche Kasino als Milchgenossenschaft reaktiviert. Ende der 1940er Jahre erhielt der Ort ein Kino, welches bis 1958 bestand, einen Kindergarten, ein Sportplatz wurde angelegt und die Bahnhaltestelle wurde mit einem Warteraum ausgestattet. Im Jahr 1953 wird durch die Leipnik-Lundenburger Zuckerfabrik AG ein Rübenlagerplatz und eine Brückenwaage in der Ortschaft errichtet.
Im Jahr 1955 erfolgte die Verlegung des Gendarmeriepostens von Sonnberg nach Breitenwaida, der bis 1960 bestand. Im Jahr 1960 wurde nach lange Verhandlungen die Volksschule erweitert, da aufgrund der steigenden Schülerzahlen und der Raumnot die Schüler teilweise getrennt vormittags und nachmittags unterrichtet werden mussten.
Mit dem Jahr 1960 wurde der Betrieb der Pläßmühle eingestellt, eine Diesel-Tankstelle wird beim Gasthaus Baier errichtet. Im Juli 1961 erfolgte die Weihe des vom Kameradschaftsbund errichteten Kriegerdenkmals. 1962 erfolgt der Umbau und die Aufstockung des Feuerwehrhauses um auch die Gemeindekanzlei und die Post unterzubringen. 1963 musste die Pfarrkirche aufgrund von baulichen Problemen für ein halbes Jahr gesperrt werden, die Gottesdienste wurden im Kino abgehalten. Im Jahr 1965 wird der Rübenplatz aufgrund der Verkehrsbehinderung von der bisherigen Stelle an der Hauptstraße an einen neuen Standort außerhalb der Ortschaft verlegt. In den folgenden Jahren ab 1965 erfolgte die endgültige Regulierung des Göllersbachs, die Kommassierung der landwirtschaftlich genutzten Flächen und der Bau eines Lagerhauses. Im Jahr 1966 erfolgt die Errichtung einer Kanalisation und einer Ortsbeleuchtung. Im Juli 1970 erfolgte die Eröffnung des noch heute bestehenden Sportplatzes mit Umkleidekabinen und Kantine des 1969 gegründeten Sportverein Breitenwaida.
1971 wurde der Ort zusammen mit den Nachbarorten Kleedorf und Puch zur Großgemeinde Breitenwaida vereinigt.
Zum 1. Jänner 1972 erfolgte die Eingliederung der Gemeinde Breitenwaida in die Stadtgemeinde Hollabrunn und die Zusammenlegung der Raiffeisenbank Breitenwaida mit der Raiffeisenbank Hollabrunn. Im November 1973 wurde die Hubertuskapelle eingeweiht. Im Jahr 1975 erfolgte die Eröffnung des neuen Kindergartens, im Jahr 1976 wurde die Tiefkühlgenossenschaft aufgelassen. In den späten 1970er Jahren erfolgte die Errichtung der „Rübensiedlung“ in der Hubertusgasse auf dem ehemaligen Rübenplatz.

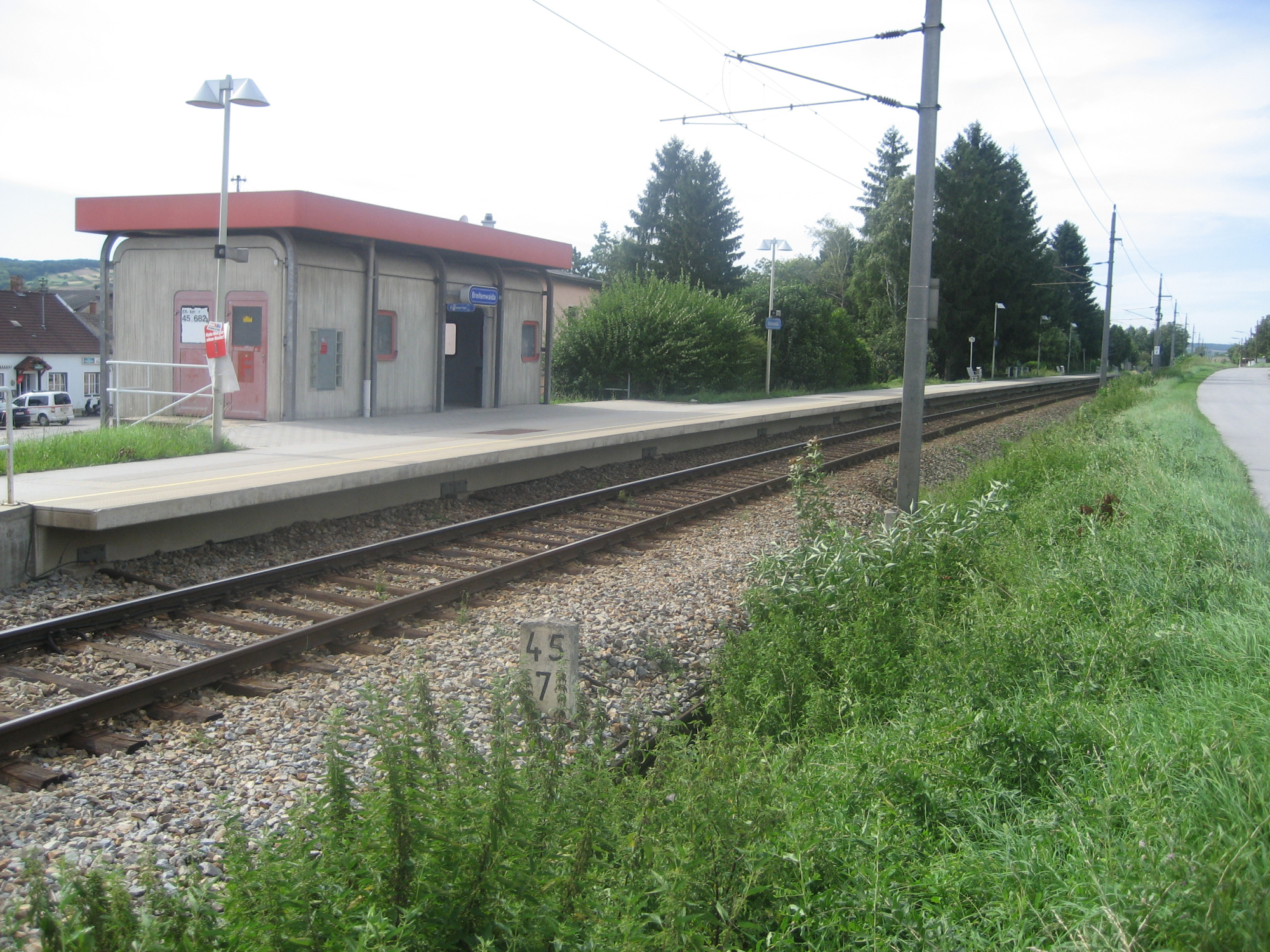
Haltestelle Breitenwaida

Im Jahr 1979 wurde die bestehende Haltestelle der Nordwestbahn über die Linie S3 in das Netz der Wiener S-Bahn angebunden.
In den 1980er Jahren erfolgte die Errichtung einer Stockbahn und die Erweiterung des Kindergartens mit einer zweiten Gruppe, im Jahr 1985 wurde die Milchgenossenschaft aufgelassen.

### 21. Jahrhundert
In den 2000er Jahren erfolgte die Errichtung der „Friedhof-Siedlung“ in der Prof. Brenner Gasse.
Im Jahr 2004 erfolgte die Eröffnung des neuerrichteten Kulturhauses, dass seitdem neben Veranstaltung auch als Musikschule, Wahllokal und Probelokal für Vereine genutzt wird. Im Jahr 2008 erfolgte die Errichtung eines Spielplatzes, der in den Jahren danach mehrmals adaptiert wurde. Im Jahr 2009 wurden der Zubau des Kindergarten und der Neubau der Volksschule eröffnet. Im Jahr 2011 erfolgte die Sanierung des Lebensmittelmarktes. Im Jahr 2012 erfolgte die Errichtung eines Beachvolleyballplatzes und die Erneuerung der Filiale der Raiffeisenbank mit Installierung eines Bankomaten.

## Öffentliche Einrichtungen
In Breitenwaida befinden sich ein Kindergarten, eine Volksschule sowie ein Feuerwehrhaus.

## Politik

### Bürgermeister der ehemaligen Gemeinde Breitenwaida
- 1850–1858 Johann Grund
- 1858–1867 Andreas Mayer
- 1867–1873 Josef Höpftner
- 1873–1879 Johann Wiehart
- 1879–1879 Franz Inführ
- 1879–1882 Leopold Riedl
- 1883–1888 Johann Brandl
- 1888–1888 Josef Diglas
- 1888–1892 Johann Brandl
- 1892–1894 Josef Loicht
- 1894–1898 Ferdinand Groiß
- 1898–1912 Josef Reinwein
- 1912–1918 Josef Michtner
- 1918–1938 Johann Riedl
- 1938–1939 Wilhelm Dietmann
- 1939–1943 Karl Mayer
- 1943–1945 Josef Cäsar
- 1945–1950 Johann Riedl
- 1950–1970 Johann Loicht
- 1970–1970 Josef Reinwein
- 1971–1970 Josef Reinwein, Regierungskommissär
- 1971–1971 Karl Fachleutner, Abgeordneter zum Nationalrat

### Ortsvorsteher von Breitenwaida
- 1972–1995 Josef Reinwein
- 1995–2005 Erich Maurer
- 2005–2011 Franz Reinwein
- 2011–2016 Andreas Fischer
- seit 2016 Thomas Saliger-Seidl

## Sehenswertes

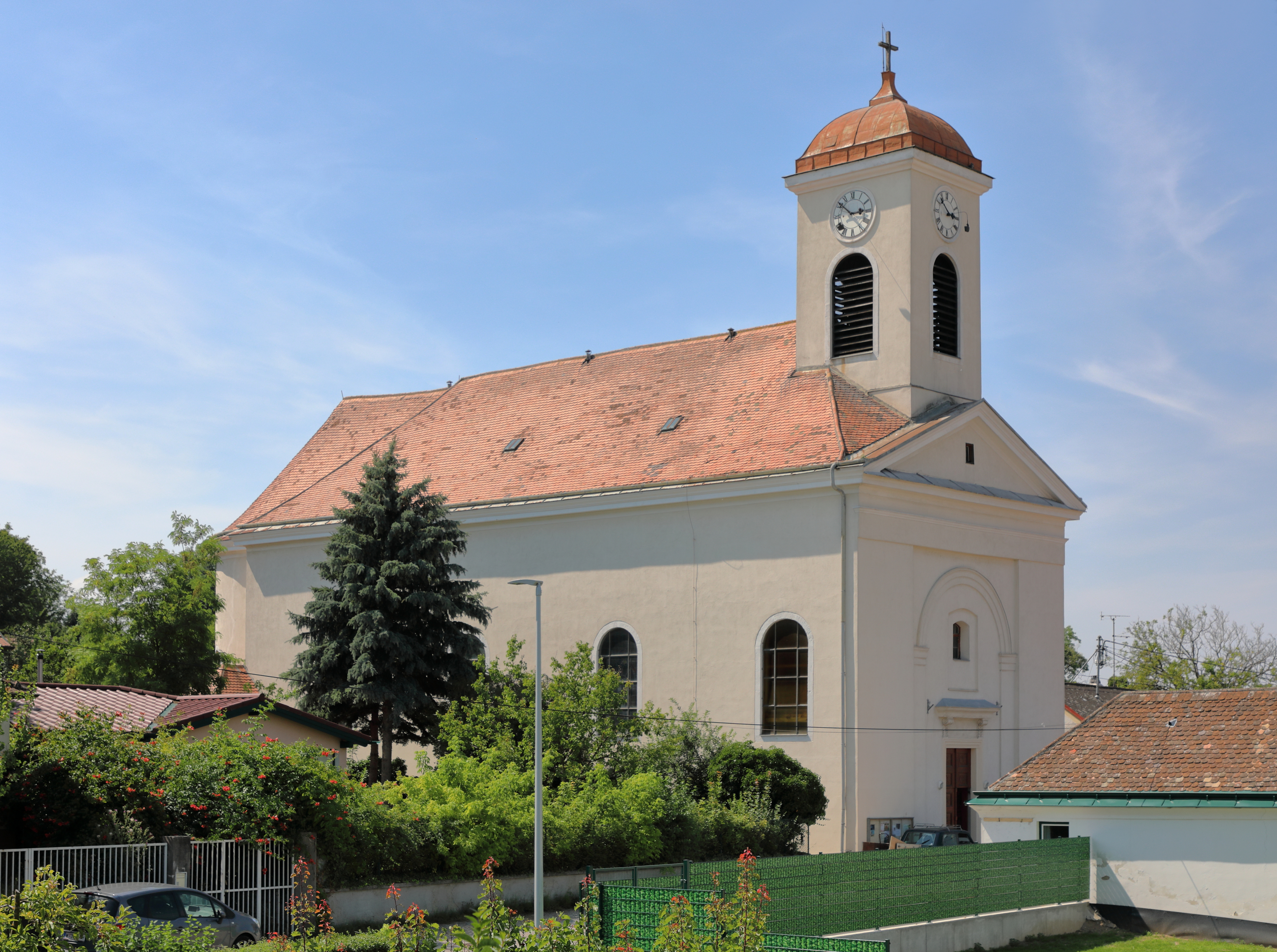
Pfarrkirche Breitenwaida

- Pfarrkirche Breitenwaida → Hauptartikel: Pfarrkirche Breitenwaida Spätestens ab der Reformation existierte in Breitenwaida eine Pfarre. Bis 1632 hatte die evangelisch-lutherische Pfarrgemeinde einen eigenen Pfarrer, danach erfolgte die Einpfarrung nach Hollabrunn. 1784 wurde die Pfarre Breitenwaida neu eingerichtet, die von da an auch für die Orte Kleedorf und Puch zuständig war. Durch die Zuständigkeit für zwei weitere Orte wurde die alte Kirche, die aufgrund ihrer Lage am Göllersbach oft durch Überschwemmungen beschädigt wurde, zu klein. Daher wurde ab 1818 in höherer Lage ein neues Kirchengebäude im klassizistischen Stil erbaut, das 1823 fertiggestellt und geweiht wurde.
- Pfarrhof, ein eingeschoßiges Bauwerk mit Walmdach. Über dem Eingang befindet sich ein mit 1786 bezeichnetes Wappen Kaiser Josephs II. Das Bauwerk steht unter Denkmalschutz (Listeneintrag).
- Alte Schule, im Jahr 1787 urkundlich erwähnt, ein schlichter eingeschoßiger Bau mit Walmdach. Im Jahr 1882 wurde das Gebäude erweitert und im Jahr 1968 im Innenbereich umgebaut. Das Bauwerk steht unter Denkmalschutz (Listeneintrag).
- Hubertuskapelle, im Jahr 1973 wurde am Waldrand eine kleine Kapelle zu Ehren des heiligen Hubertus errichtet.
- Pankratzberg, ein hallstattzeitlicher Grabhügel, der im Hochmittelalter für die Errichtung eines Wehrturms oder einer Turmburg genutzt wurde und im Spätmittelalter für die Errichtung einer Kapelle, die dem Hl. Pankratius geweiht war, umfunktioniert wurde. Die Kapelle wurde in den Jahren 1771 bis 1785 abgetragen. Heute ist die Fläche aufgrund des Bewuchses mit einem Trockenrasen geschützt.

## Persönlichkeiten

### Ehrenbürger der ehemaligen Gemeinde Breitenwaida
- Josef Schöffel, Ritter des Ordens der Eisernen Krone III KI., NÖ Landtagsabgeordneter, in Anerkennung der besonderen Verdienste um das Land NÖ und insbesondere hinsichtlich der brennenden Frage der Armenpflege und Vorsorge für Waisen (1891 verliehen)
- Josef Lewisch, Oberlehrer (1903 verliehen)
- Baron Eduard Hohenbruck, Bezirkshauptmann des Bezirks Hollabrunn (1905 verliehen)
- Josef Kühschelm, Ritter des Franz Joseph-Ordens, Reichsratsmitglied und NÖ Landtagsabgeordneter (1905 verliehen)
- Engelbert Dollfuß, Bundeskanzler (1933 verliehen, 1938 aberkannt)
- Josef Reither, NÖ Landeshauptmann (1933 verliehen, 1938 aberkannt)
- Alois Fischer (1935 verliehen, 1938 aberkannt)
- Johann Eichinger, Abgeordneter zum Nationalrat (1935 verliehen, 1938 aberkannt)
- Johann Riedl, Altbürgermeister von Breitenwaida (1950 verliehen)
- Siegmund Gläser, Geistlicher Rat, Pfarrer in Breitenwaida, in Anerkennung zum 40-jährigen Priesterjubiläum (1953 verliehen)
- Oberbaurat Gschlad, NÖ Landesstraßenbauabteilung (1957 verliehen)
- Baudirektor Wudi, NÖ Landesstraßenbauabteilung (1957 verliehen)
- Johann Loicht, Altbürgermeister von Breitenwaida (1970 verliehen)